# Палата шляхти (Австрія)
Палата шляхти Австрії, Палата австрійської знаті  (нім. Herrenhaus; чеськ. Panská sněmovna; італ. Camera dei signori; словен. Gosposka zbornica; пол. Izba Panów) — верхня палата Імператорської ради, двопалатного законодавчого органу Австрійської імперії з 1861 р. та цислейтанської (австрійської) половини Австро-Угорщини після компромісу 1867 року. Створена лютневим патентом, виданим імператором Францом Йосипом I 26 лютого 1861 р., що існував до кінця Першої світової війни та розпаду двоїстої монархії, коли 12 листопада 1918 р. перехідна Національна асамблея Німеччини та Австрії оголосила про її скасування. Його замінила Федеральна рада парламенту Австрії, реалізована Федеральним конституційним законом 1920 року.

## Історія
Перші спроби створити дорадчий комітет Рейхсрату були зроблені жовтневим дипломом 1860 року. Оскільки позиції імператора Франца Йосифа були послаблені Другою італійською війною за незалежність та втратою Ломбардії, австрійський міністр-президент граф Йоган Бернхард фон Рехберг унд Ротенлевен прагнув до тісного союзу з високою буржуазією. Однак громадяни, орієнтовані на ліберальну політику, вимагали керуватися парламентською конституцією, що нарешті була оприлюднена патентом 18 лютого 1861 року. Створена під керівництвом наступника згаданого графа Рехберга ерцгерцогом Райнером та державним міністром Антоном фон Шмерлінгом, вона поступалася місцем у переході Австрії до конституційної монархії. До новоствореного двопалатного законодавчого органу Імператорської Ради входила Палата шляхти, яка мала на меті класово орієнтувати раду для противаги нижній Палаті депутатів, яку направляли провінційні збори (Ландтаг). Патент було відхилено в Угорському королівстві Габсбургів, яке вимагало власної конституції. Врешті-решт це призвело до створення суверенних земель Корони Святого Стефана в 1867 році.

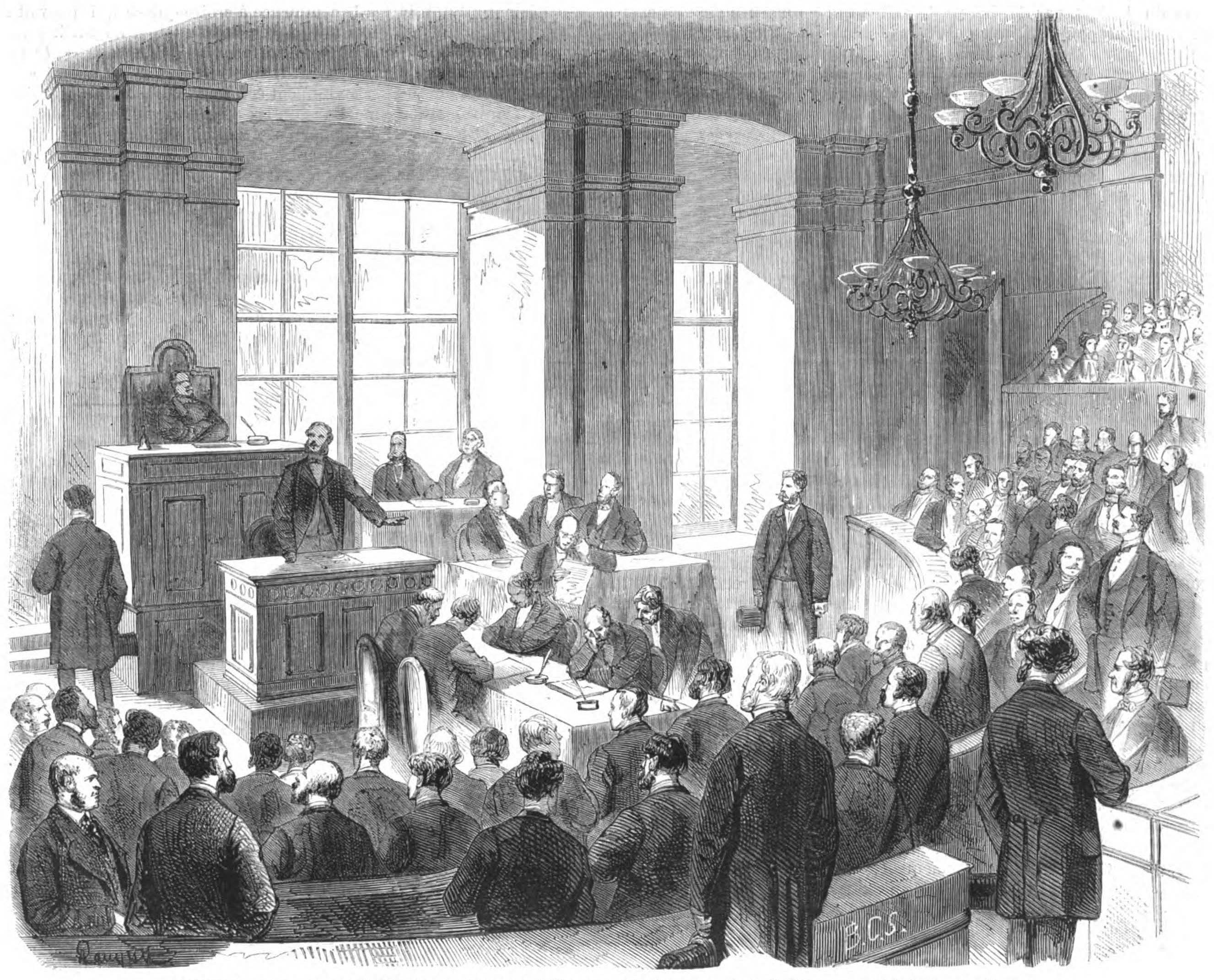
Засідання Палати шляхти у, 1868 р.

Палата шляхти вперше зібралася 29 квітня 1861 р. у Палаці Нижньої Австрії у віденському Херенгасі — до завершення будівлі австрійського парламенту на бульварі Рінгштрасе. Перша сесія на новому місці відбулася 4 грудня 1883 року. Приміщення для дебатів Палати шляхти було серйозно пошкоджене під час Другої світової війни. Відреставроване у сучасному стилі, воно сьогодні є місцем зборів Національної ради, нижньої палати австрійського парламенту.
Угорські магнати відмовились відсилати членів до австрійської Палати шляхти і наполягали на власному парламентському зібранні. Спочатку їхні прохання відхилив міністр Шмерлінг («Австрія може зачекати»). Проте, напередодні австро-угорського компромісу, інавгураційне засідання другого законодавчого органу відбулося 20 травня 1867 р.. Навіть не було призначено представників Угорщини. Через півроку сейм Угорщини (угор. Országgyűlés) було відновлено грудневою Конституцією, включаючи палату представників, а також палату магнатів (угор. Főrendiház), тоді як законодавчий орган Рейхсрату відповідав лише за землі Цислейтанської Корони. Ті спільні справи, які стосувались всієї Двоїстої монархії, такі як зовнішня політика, національна оборона та фінанси, були розглянуті парламентськими делегаціями по 60 депутатів; третину австрійських делегатів обирала Палата шляхти.
У грудні 1906 р. члени Палати шляхти на чолі з ерцгерцогом Францом Фердінандом виступили проти запровадження загального виборчого права, ініційованого австрійським урядом міністра-президента барона Макса Володимира фон Бека для задоволення вимог соціал-демократів Австрії підо впливом Віктора Адлера. Бек міг заручитися підтримкою імператора Франца Йосифа, який направив своїх Великих магістрів придворних принца Рудольфа Ліхтенштейнського та принца Альфреда Монтенуово з проханням про виборчу реформу до парламенту. Пропозиція була остаточно схвалена і застосована до Цислейтанських законодавчих виборів 1907 р. і 1911 року.
Під час розпаду Австро-Угорської імперії остання сесія Палати шляхти відбулася 30 жовтня 1918 року. Останній австрійський міністр-президент Генріх Ламаш заявив, що його кабінет, призначений імператором Карлом I 27 жовтня, не буде робити жодних політичних заяв, після чого засідання було перервано спікером принцом Альфредом III Віндіш-Грецом вже через п'ять хвилин. У той же час Тимчасові національні збори Німеччини та Австрії зібрались у Палаці Нідершеррайх (палаці Нижньої Австрії) і виконували вказівки канцлера Карла Ренера.
Місце діяльності Палати шляхти в Будівлі парламенту було зруйноване бомбардуванням під час Другої світової війни. Але було перебудоване в сучасному стилі й сьогодні служить палатою Австрійської національної ради.

## Членство

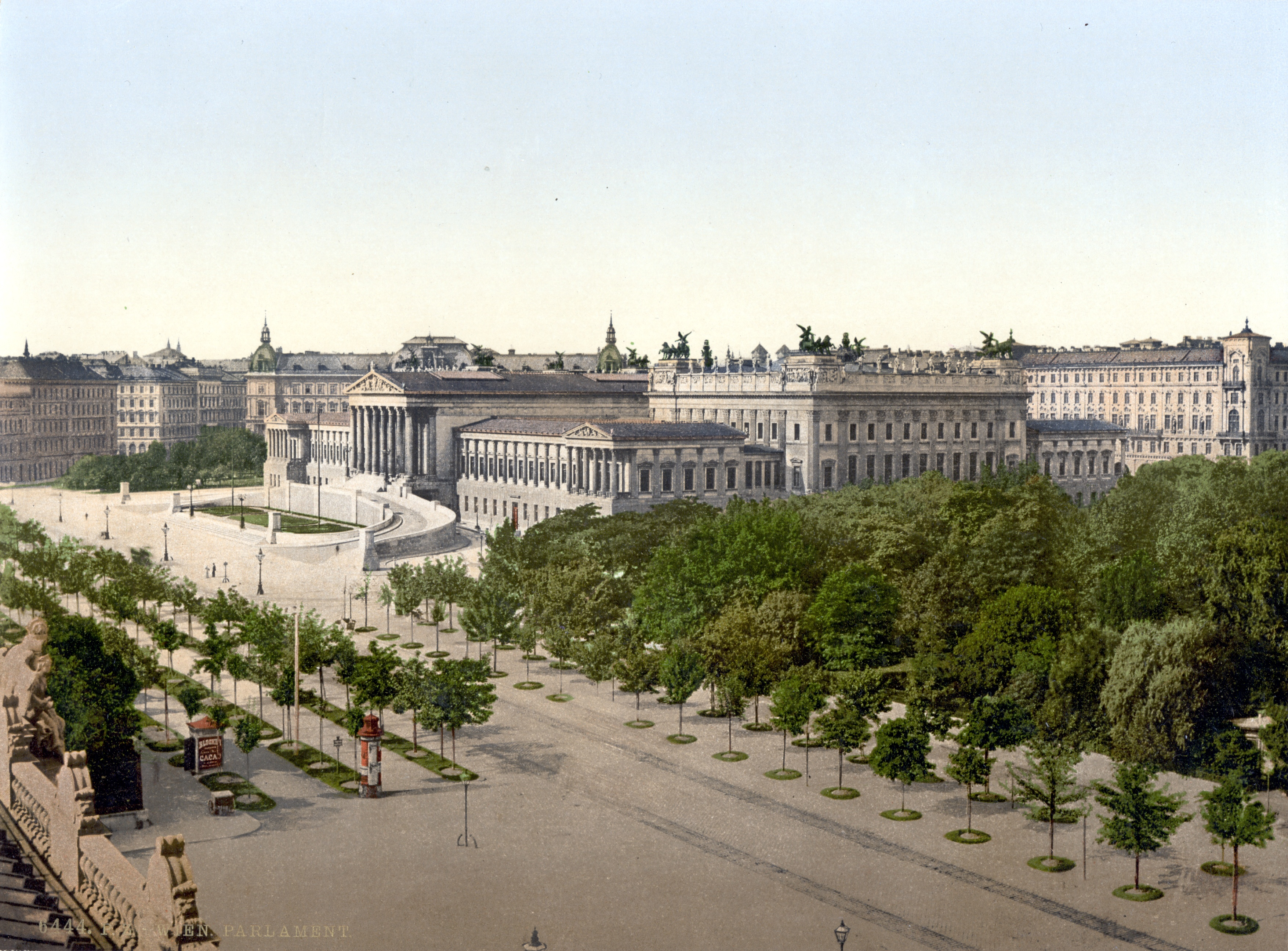
Будівля австрійського парламенту, 1900 р.

На відміну від обраних у Палаті депутатів, більшість нових членів Палати шляхти були призначені. До складу Палати шляхти входили:
1. призначені ерцгерцоги правлячого Дому Габсбург-Лотарингії
2. австрійські архієпископи та єпископи княжого рангу (подібні до духовних лордів[en] Сполученого Королівства)
3. глави заможних і поміщицьких шляхетних династій, які мають право від імператора Австрії (подібно до спадкових[en] перів)
4. Австрійські громадяни[en], призначені довічно імператором за заслуги перед державою чи церквою, наукою чи мистецтвом (подібно до пожиттєвого перства).

Була низка духовних перів, які сиділи в Палаті завдяки своїй церковній ролі у Римо-Католицькій Церкві, а також Греко-Католицькій Церкві. Поряд з ерцгерцогами імператорської сім'ї, решта членів становили повноправні світські шляхтичі; з них більшість були спадковими перами. Меншу кількість перів призначав монарх за іменною порадою австрійського міністра-президента або за порадою Комісії з призначень Палати шляхти.
Членство давалося першородством (по праву від народження) усіх спадкових перів. Кількість членів не була визначена, хоча закон, прийнятий в 1907 р., постановляв, що категорія перів має становити принаймні 150 місць, і не більше 170 місць.
Законопроєкти можуть бути внесені в Палату шляхти або Палату депутатів. Членам Палати шляхти також дозволялося виконувати ролі міністрів уряду. Палата шляхти мала власні служби підтримки, окремо від депутатів, включаючи бібліотеку Палати шляхти.
Палата шляхти уважно вивчала законопроєкти, що були схвалені Палатою депутатів, і регулярно переглядала та вносила до них зміни. Хоча це і не могло перешкодити законопроєктам, які вступали у статус офіційного закону, за винятком певних обмежених обставин, це могло стримувати їх і змушувати депутатів переглянути свої рішення. У цій якості шляхта діяла як перевірка Палати депутатів, яка була незалежною від виборчого процесу.
Промова імператора була виголошена в палаці Гофбург під час державного відкриття парламенту. Початковий план проведення церемоній відкриття в залі атріуму будівлі парламенту не був реалізований.

## Склад

### Духовні члени
Згідно з Патентом лютого 1861 р. та його поправками 1867 р., 18 членів Цислейтанського духовенства засідали в Палаті шляхти, незалежно від їх релігійної конфесії:
- римо-католицький принц-архієпископи Відня[en], Праги, Зальцбурга, Горіції[en] та Оломоуця[en]
- римсько-католицькі архієпископи Лембергу та Задари, греко-католицький архієпископ Лембергу, вірменсько-католицький архієпископ Лембергу та греко-православний архієпископ Чернівіців
- Римо—католицький принц-єпископи Бресанону[en], Бреслау (для єпископської території в австрійській Сілезії), Кракові, Зекау[en], Тренту[en], Любляни[en], Лаванту[en] та Гурки[en].

### Спадкові члени
106 сімей мали спадкове членство в Палаті шляхти. Це були:
| Три суверенні доми: - Ліхтенштейни - Саксен-Кобург-Готи - Ліпе Шістнадцять посередницьких княжих домів: - Лобковіци - Дітріхштейни - Ауерспєрги - Фюрстенберги | - Шварценберги - Турн-і-Таксіс - Колоредо - Хевенхюлери - Гогенлое-Лангенбург - Стархемберги - Сальми - Орсіні-Розенберги | - Шенбург-Гартенштайн - Метерніх - Віндіш-Грец - Траутмансдорф Шістнадцять інших княжих домів: - Дітріхштейни - Любомирські | - Порція - Ламберг - Кінські - Кларі - Пар - Чорторийські - Санґушки - Рогани | - Віндіш-Грец - Колальто - Сапіги - Монтенуово - Бофорти - Тун Чотири посередницькі графи: - Шенборн - Вормберн - Куфштайн - Гарахи |

Шістдесят чотири інші графи:

Шлік, Лодрон, Гардег, Монтекуколі, Турн і Вальсасіна, Букой, Тарновські, Альтхан, Чернін, Вальдштейн, Тун, Атемс, Дес Фурс, Герберштейн, Ностіц, Унгнад фон Вайсенвольф, Ветер, Траун, Брандіс, Трап, Сереньї, Штернберк, Кауніц, Ламберг, Коловрат, Хойос, Кінські, Фалькенгайн, Гес, Кальнокі, Вратислав, Зеротін, Подстацький, Хаугвіц, Потоцький, Голуховський, Лянцкоронські, Левицький, Вестфален, Менсдорф, Мініскальчі, Папафава, Меран, Бадені, Колеоні, Веніер, Врінтс, Фюнфкірхен, Відман-Седльницький, Добрженський, Вальтерскірхен, Гуденус, Седльницький, Людвігсторф та Василько фон Серецький.
| Дев'ять баронських родин: - Вальтерскірхен - Локателі - Дальберги - Коц фон Добж - Хакельберг - Гуденус | - Штернбах - Людвігсторф - Василько де Серецький Три маркграфські родини: - Каноса - Кавріані - Гуїді |

У 1911 р. в імператорській родині було чотирнадцять князів, вісімнадцять єпископів, дев'яносто спадкових перів та 169 перів. Це були виключно чоловіки. Серед деяких членів Палати шляхти, призначених на перів, є скляний магнат Людвіг Лобмеєр, бавовняний магнат Ніколаус Думба, штирський поет Петер Розеггер та власник броварні Антон Дреєр. Палата шляхти була очолювана президентом, якого підтримували два віце-президенти. З 1907 р. члени Палати шляхти могли висуватися на вибори до Палати депутатів. Шляхтичі, які не засідали в Палаті шляхти, завжди могли бути обраними до Палати депутатів.

## Президентство

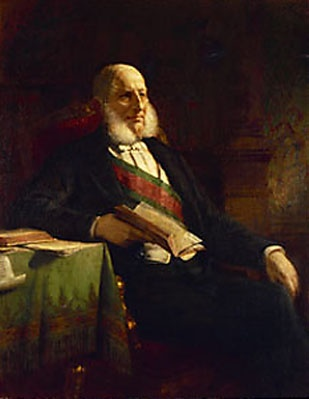
, президент Палати шляхти з 1871 р., картина Фрідріха фон Амерлінга

Згідно з Патентом від 18 лютого 1861 р., головуючий комітет Палати шляхти складався з президента та його заступників, завжди з числа аристократів, які були призначені імператором на початку нової законодавчої сесії. Також імператор мав ексклюзивне право відкликати президію, чого ніколи не було раніше. У засіданні по черзі головували члени ради, тимчасово виконуючи обов'язки президента Палати шляхти.

### Президенти
- Карл Вільгельм, 8-й принц Ауерспергу (8 квітня 1861 — 31 грудня 1867)
- Йозеф, 4-й принц Колоредо-Мансфельду[en] (31 січня 1868 — 15 травня 1869)
- Карл Вільгельм, 8-й принц Ауерспергу (88 грудня 1869 — 21 травня 1870)
- Граф Франц Куфштайн (13 вересня 1870 — 1 березня 1871)
- Карл Вільгельм, 8-й принц Ауерспергу (21 грудня 1871 — 17 травня 1879)
- Антон Рітер фон Шмерлінг[en] (14 лютого 1871 — 10 серпня 1871)
- спадковий[en] граф Фердинанд Траутмансдорф[en]-Вайнсберг (30 вересня 1879 — 12 грудня 1896)
- Альфред III, принц Віндіш-Грац (25 березня 1897 — 12 листопада 1918)[1]

### Віце-президенти
- Альфред III, принц Віндіш-Грац (1892—1897)
- Карл Марія Олександр, 9-й принц Ауерспергу[en] (1897—1907)[2]
- Максиміліан Егон II, 8-й принц Фюрстенбергу (21 травня 1917 — 12 листопада 1918)
- Алоїс, 4-й принц Шенбург-Гартенштейну[de] (21 травня 1917 — 12 листопада 1918)
- Князь Фердинанд Лобковіц[de] (12 жовтня 1917 — 12 листопада 1918)
- Граф Ернст Сільва-Тарука (30 серпня 1917 — жовтень 1917)[3]